# Камянкі-Ляцькі
Камянкі-Ляцькі (пол. Kamianki Lackie) — село в Польщі, у гміні Пшесмики Седлецького повіту Мазовецького воєводства.
Населення — 207 осіб (2011).
У 1975-1998 роках село належало до Седлецького воєводства.

## Демографія
Демографічна структура станом на 31 березня 2011 року:
|          | Загалом | Допрацездатний вік | Працездатний вік | Постпрацездатний вік |
| -------- | ------- | ------------------ | ---------------- | -------------------- |
| Чоловіки | 113     | 18                 | 79               | 16                   |
| Жінки    | 94      | 16                 | 48               | 30                   |
| Разом    | 207     | 34                 | 127              | 46                   |